# Kaca község
Kaca község (románul: Comuna Cața) község Brassó megyében, Romániában. Központja Kaca, beosztott falvai Homoródbene, Homoróddaróc, Homoródjánosfalva, Pálos.

## Népessége
A 2011-es népszámlálás adatai alapján a község népessége 2463 fő volt.